# Asteroids (livre)
Asteroids est une série d'ouvrages collectifs de référence sur l'étude des astéroïdes et des planètes mineures, publiée par l'Université de l'Arizona. La première version a été publiée en 1979 puis de nouvelles versions ont régulièrement été établies en 1989, 2002 et 2015. Chaque version dresse un panorama complet des connaissances au moment de leur publication, à travers des articles de synthèse produits par les plus grands spécialistes.

## Physical Studies of Minor Planets, 1971

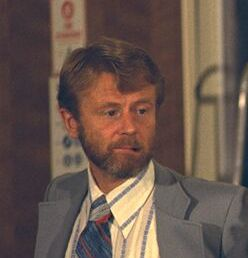
L'astronome américain Tom Gerhels (Université de l'Arizona, Tucson) a joué un rôle important pour les premières versions de l'ouvrage Asteroids.

Cet ouvrage, publié par la NASA, précède la sortie de la première version de Asteroids en 1979 mais peut à bien des égard être regardé comme en étant une préconfiguration. Il s'agit dans les deux cas d'ouvrages collectifs à visée de synthèse, supervisés par Tom Gehrels, faisant suite à une rencontre scientifique tenue à Tucson (en l’occurrence en mars 1971, avec 140 participants pour la plupart américains). Le contenu est structuré en trois parties : "Observations" (23 articles), "Origin of asteroids / Interrelations with comets, meteorites, and meteors" (26 articles), "Possible space missions and future work" (20 articles).

## Asteroids, 1979
Cette première version, dirigée par Tom Gehrels, fait suite à une rencontre scientifique qui s'est tenue à Tucson en mars 1979. Sa sortie est significative de la lente émergence, à partir des années 1950, d'une véritable science consacrée à l'étude des astéroïdes. Dans une revue de l'ouvrage, Stephen P. Maran souligne qu'il n'existe alors « aucun antécédent significatif d'une comparable envergure ». L'ouvrage propose 41 articles de synthèse ainsi qu'une table listant les propriétés des astéroïdes connus en 1979.
Les 3 articles introductifs sont révélateurs des sujets abordés :
- « The asteroids: history, survey, techniques, and future work. » par Tom Gehrels
- « The asteroids: nature, interrelations, origin, and evolution. » par Clark R. Chapman
- « The asteroids: accretion, differentiation, fragmentation, and irradiation. » par Laurel L. Wilkening

## Asteroids II, 1989
Cette deuxième version est dirigée par Richard P. Binzel, Tom Gehrels et Mildred Shapley Matthews. Elle fait cette fois encore suite à une rencontre scientifique tenue à Tucson en mars 1988. L'ouvrage regroupe 52 articles de synthèse écrits par 100 auteurs issus de 12 pays, ainsi qu'un glossaire d'environ 350 termes et abréviations. Il est divisé en quatre parties : « exploration » (sur techniques d'observation et expérimentations en laboratoire, 200 pages) ; « propriétés physiques et structurelles » (400 pages) ; « origine et évolution » ; « études spatiales ». Il contient également 200 pages de tableaux sur les astéroïdes connus et leurs propriétés (éléments orbitaux, familles, magnitudes, couleurs, albédos, diamètres, classes spectrales, courbes de lumière, paramètres de rotation).

## Atsreoids III, 2002

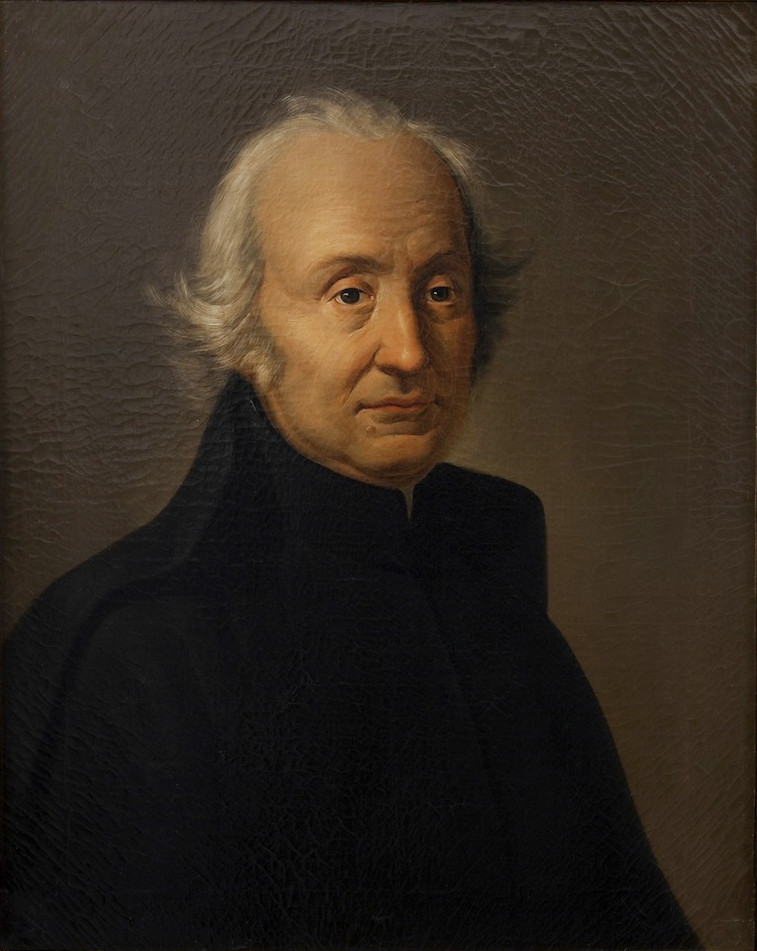
L'édition de 2002 rend hommage au bicentenaire de la découverte de la découverte (1) Cérès par Giuseppe Piazzi en janvier 1801.

Cette troisième version est dirigée par William F. Bottke, Alberto Cellino, Paolo Paolicchi et Richard P. Binzel. Il mobilise 150 auteurs.
L'ouvrage est divisé en six parties (voir sommaire détaillé sur Project MUSE) :
- Part I: Introduction (2 articles dont 1 sur le bicentenaire de la découverte de (1) Cérès par Giuseppe Piazzi)
- Part II: Remote Observations
  - 2.1. Surveys: Numbers, Orbits, Biases, and Size Distributions (5 articles)
  - 2.2. Physical Properties: Sizes, Shapes, Spins, and Composition (13 articles)
- Part III: In Situ Exploration (4 articles)
- Part IV: Evolutionary Processes
  - 4.1. Dynamical (3 articles)
  - 4.2. Collisional (8 articles)
  - 4.3. Cosmochemical (2 articles)
  - 4.4. Space Weathering (1 article)
- Part V: History and Interrelations with Other Solar System Bodies
  - 5.1. Asteroid Families (4 articles)
  - 5.2. Relationships (3 articles)
  - 5.3. Origins (4 articles)
  - 5.4. The Impact Hazard (1 article)
- Part VI: Databases (1 article décrivant les bases de données disponibles)

## Asteroids IV, 2015

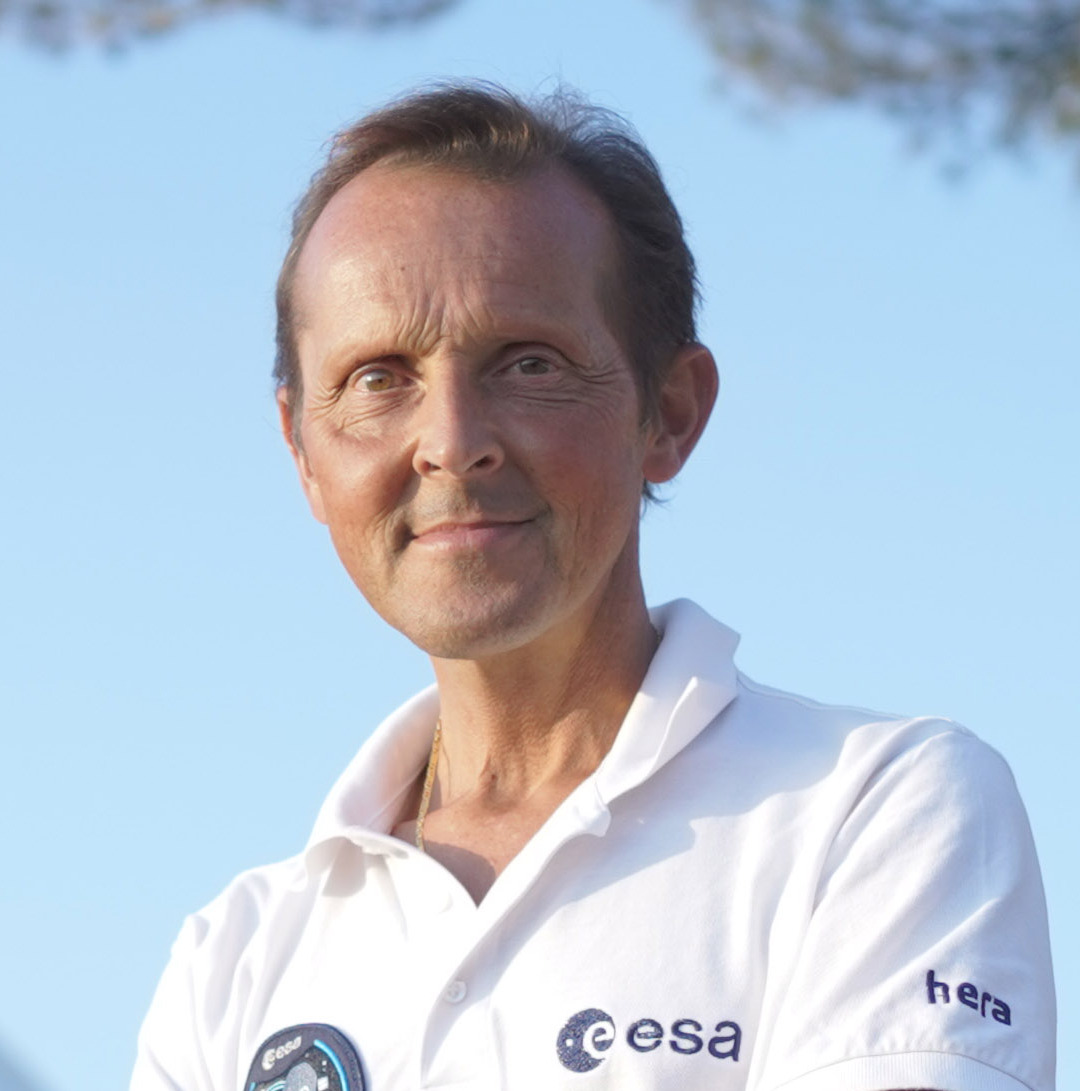
L'astrophysicien français Patrick Michel (Observatoire de la Côte d'Azur, Nice), coordinateur de la version de 2015 Asteroids IV.

Cette quatrième version est dirigée par Patrick Michel, Francesca E. DeMeo et William F. Bottke.
L'ouvrage est divisé en cinq parties (voir sommaire détaillé sur Project MUSE) :
- Part 1: Introduction (1 article)
- Part 2: Physical and Compositional Properties (19 articles)
- Part 3: Space Missions (4 articles)
- Part 4: Evolutionary Process (16 articles)
- Part 5: Groundbased Surveys, Hazards, and Future Exploration (4 articles)

## The Solar System Beyond Neptune
Parallèlement à la poursuite de la série Asteroids, l'Université de l'Arizona a également édité en 2008, dans la même collection et dans le même esprit, un ouvrage consacré aux objets transneptuniens, The Solar System Beyond Neptune, supervisé par M. Antonietta Barucci, Hermann Boehnhardt, Dave P. Cruikshank et Alessandro Morbidelli.